# Hemipodus yenourensis
Hemipodus yenourensis är en ringmaskart som beskrevs av Izuka 1912. Hemipodus yenourensis ingår i släktet Hemipodus och familjen Glyceridae.
Artens utbredningsområde är havet kring Nya Zeeland. Inga underarter finns listade i Catalogue of Life.